# NGC 4356
NGC 4356 (również IC 3273, PGC 40342 lub UGC 7482) – galaktyka spiralna (Sc), znajdująca się w gwiazdozbiorze Panny. Odkrył ją William Herschel 28 grudnia 1785 roku. Należy do Gromady w Pannie.